# 趙㟨
趙㟨，號濩涯，直隸真定府高邑县人，明末清初政治人物。进士出身。

## 生平
明天啓七年（1627年）丁卯科順天鄉試第二名舉人，崇祯十年（1637年），登丁丑科进士，授户部浙江司主事，歷升戶部郎中。明亡後仕清，考选四川道监察御史。

## 家族
曾祖趙三省，庠生；祖赵滨，贈提督四夷馆太常少卿；父赵兴邦，提督四夷馆太常少卿。